# رسالة نيوتن (رواية)
رسالة نيوتن (بالإنجليزية: The Newton Letter)‏ هي رواية للكاتب الأيرلندي جون بانفيل، نشرت عام 1982، عن دار نشر سيكر آند واربرغ.